# Alfred Dyckerhoff
Alfred Rudolf Eugen Dyckerhoff (* 8. Februar 1872 in Mainz-Amöneburg; † 22. Juni 1965) war ein deutscher Ingenieur und  Unternehmer. 

## Leben
Alfred Dyckerhoff war der Sohn des Zementfabrikanten Rudolf Dyckerhoff (1842–1917) und dessen Ehefrau Marie Dürr (1845–1939). Sein Großvater Wilhelm Gustav Dyckerhoff war der Gründer der Dyckerhoff AG und einer der Gründer der Vorläuferfirma von Dywidag. Nach dem Abitur am Gymnasium in Wiesbaden studierte Alfred Maschinenbau an der Universität Straßburg und setzte sein Studium an der Technischen Hochschule Dresden fort, wo er im Jahre 1900 das Diplom erwarb. Bevor er im Auftrag seiner Familie zu einer zweijährigen Weltreise, die ihn durch die USA und Ostasien führte, aufbrach, war er für zwei Jahre als Betriebsingenieur an der Donnermarckhütte in Oberschlesien beschäftigt. Nach der Rückkehr von seiner Reise, auf der er zahlreiche Kundenkontakte knüpfte, wurde er Geschäftsführer der Firma Dyckerhoff & Söhne GmbH.
Seit 1894 war er Mitglied des Corps Suevia Straßburg.

## Ehrungen
- Ehrensenator der Technischen Hochschule Dresden, siehe auch Liste der Ehrensenatoren der Technischen Universität Dresden